# Leucophenga paludicola
Leucophenga paludicola är en tvåvingeart som beskrevs av Patterson och Mainland 1944. Leucophenga paludicola ingår i släktet Leucophenga och familjen daggflugor. Inga underarter finns listade i Catalogue of Life.